# Alexander Richardson
Pour les articles homonymes, voir Richardson.
Alexander Whitmore Colquhoun Richardson, né le 11 mai 1887 à Gerrards Cross et mort le 22 juin 1964, est un bobeur britannique. Il est le père du rameur britannique Guy Richardson.

## Carrière
Alexander Richardson participe aux Jeux olympiques de 1924 à Chamonix et remporte la médaille d'argent en bob à quatre, avec Ralph Broome, Thomas Arnold et Rodney Soher.

## Palmarès

### Jeux Olympiques
- : médaillé d'argent en bob à quatre aux Jeux olympiques d'hiver de 1924.